# Epidemiologisches Meldesystem
Das Epidemiologische Meldesystem (EMS) ist ein in Österreich gemäß § 4 Epidemiegesetz beim Gesundheitsministeriums eingerichtetes elektronisches Register zur Verhütung bzw. zur Früherkennung und raschen Bekämpfung von Infektionskrankheiten.

## Verantwortlicher
Datenschutzrechtlich Verantwortlicher ist nach Absatz 1 der für das Gesundheitswesen zuständige Bundesminister.

## Zweck des Registers
Das Register dient gemäß Absatz 2 der Erfüllung der Aufgaben der Bezirksverwaltungsbehörden zur Durchführung von Erhebungen über das Auftreten anzeigepflichtiger Krankheiten sowie zur Verhütung der Weiterverbreitung und Bekämpfung und der Erfüllung der Aufgaben der Landeshauptmänner im Rahmen ihrer Koordinierungsfunktion. Die Verarbeitung darf nach Absatz 6 nur zur Vollziehung des Epidemiegesetzes, des Tuberkulosegesetzes oder des Zoonosegesetzes erfolgen.

## Verarbeitete Datenkategorien
Nach Absatz 4 werden folgende Datenkategorien verarbeitet:
1. Daten zur Identifikation von Erkrankten, einer Erkrankung Verdächtigen, Gebissenen, Verstorbenen oder Ausscheidern (Name, Geschlecht, Geburtsdatum, Sozialversicherungsnummer und bereichsspezifisches Personenkennzeichen),
2. gegebenenfalls Sterbedaten (Datum, Todesursache, Autopsiestatus),
3. die für die anzeigepflichtige Krankheit relevanten klinischen Daten (Vorgeschichte und Krankheitsverlauf) und Labordaten,
4. Daten zum Umfeld des Erkrankten, einer Erkrankung Verdächtigen, Gebissenen, Verstorbenen oder Ausscheiders, soweit sie in Bezug zur anzeigepflichtigen Erkrankung stehen, und
5. Daten zu den getroffenen Vorkehrungsmaßnahmen.

## Aufbewahrungsdauer
Die Daten im Register sind gemäß Absatz 11 zu löschen, sobald sie zur Erfüllung der Aufgaben der Bezirksverwaltungsbehörden im Zusammenhang mit der Erhebung über das Auftreten und im Zusammenhang mit der Verhütung und Bekämpfung einer anzeigepflichtigen Krankheit nicht mehr erforderlich sind.

## Zugriffsberechtigungen
Die Bezirksverwaltungsbehörde darf nach Absatz 7 im Rahmen ihrer Zuständigkeit für Zwecke der Erhebungen über das Auftreten und der Verhütung und Bekämpfung einer anzeigepflichtigen Krankheit nach diesem Bundesgesetz und nach dem Tuberkulosegesetz alle Daten einer Person im Register, die im Zusammenhang mit einem bestimmten Verdachts-, Erkrankungs- oder Todesfall stehen, personenbezogen verarbeiten.
Der Landeshauptmann darf im Rahmen seiner Koordinierungsfunktion alle Daten einer Person im Register, die im Zusammenhang mit einem bestimmten Verdachts-, Erkrankungs- oder Todesfall stehen, personenbezogen verarbeiten.
Sofern vom für das Veterinärwesen zuständigen Bundesminister gemäß dem Zoonosengesetz bzw. vom für das Gesundheitswesen zuständigen Bundesminister gemäß Epidemiegesetz ein Sachverständiger zur Abklärung bundesländerübergreifender Zoonosenausbrüche bzw. Ausbruchscluster bestellt wurde, darf dieser alle Daten von Personen im Register, die im Zusammenhang mit diesem Zoonosenausbruch oder Ausbruchscluster stehen können, personenbezogen verarbeiten, soweit dies zur Abklärung dieses Zoonosenausbruchs oder Ausbruchsclusters erforderlich ist.
Der für das Gesundheitswesen zuständig Bundesminister darf zur Erfüllung der Verpflichtungen nach Art. 15 (Recht auf Auskunft) und Art. 16 (Recht auf Berichtigung) Datenschutz-Grundverordnung die Daten einer Person im Register personenbezogen verarbeiten.
Nach Absatz 8 dürfen die Daten in pseudonymisierter Form
1. zum Zweck der epidemiologischen Überwachung durch die Bezirksverwaltungsbehörde, den Landeshauptmann und den für das Gesundheitswesen zuständigen Bundesminister sowie
2. zum Zweck der Qualitätssicherung und zur Erfüllung von sich aus EU-Recht ergebenden Meldeverpflichtungen

verarbeitet werden.

## Übermittlung an Bürgermeister
Die Bezirksverwaltungsbehörde sind nach § 3a Epidemiegesetz ermächtigt den Bürgermeistern den Namen und die erforderlichen Kontaktdaten einer von einer Absonderungsmaßnahme nach Epidemiegesetz 1950 wegen COVID-19 betroffenen Person, die in seinem Gemeindegebiet wohnhaft ist, mitzuteilen, wenn und soweit es zur Versorgung dieser Person mit notwendigen Gesundheitsdienstleistungen oder mit Waren oder Dienstleistungen des täglichen Bedarfs unbedingt notwendig ist. Die Privilegierung gemäß § 30 Abs. 5 Datenschutzgesetz, der zufolge gegen Behörden und öffentliche Stellen, wie insbesondere in Formen des öffentlichen Rechts sowie des Privatrechts eingerichtete Stellen, die im gesetzlichen Auftrag handeln, und gegen Körperschaften des öffentlichen Rechts keine Geldbußen verhängt werden können, gilt in Zusammenhang mit der Übermittlung von Daten gemäß dieser Bestimmung nach § 3a Abs. 5 Epidemiegesetz nicht.

## Elektronische Schnittstellen zur Einmeldung
Labore haben nach Absatz 15 ihrer Meldeverpflichtung durch Übermittlung mittels einer elektronischen Schnittstelle nachzukommen. Die Details sind in der Verordnung des Bundesministers für Gesundheit betreffend elektronische Labormeldungen in das Register anzeigepflichtiger Krankheiten geregelt. Ebenso hat die Österreichische Agentur für Gesundheit und Ernährungssicherheit nach Absatz 16 elektronisch zu übermitteln.
Ärzte und Krankenanstalten können, müssen aber nicht, gemäß Absatz 17 ihrer Meldeverpflichtung elektronisch nachkommen, wobei die Umsetzung in der Verordnung des Bundesministers für Gesundheit betreffend elektronische Meldungen von Ärzten und Krankenanstalten in das Register anzeigepflichtiger Krankheiten normiert ist.

## Technische und organisatorische Maßnahmen
Um die Sicherheit der verarbeiteten personenbezogenen Daten zu gewährleisten, sind in den Absätzen 9, 10 und 12 bis 14 technische und organisatorische Maßnahmen festgelegt. Es müssen geeignete, dem jeweiligen Stand der Technik entsprechende Vorkehrungen getroffen werden, um eine Vernichtung, Veränderung oder Abfrage der Daten des Registers durch unberechtigte Benutzer oder Systeme zu verhindern, und dass alle durchgeführten Verwendungsvorgänge, wie insbesondere Eintragungen, Änderungen, Abfragen und Übermittlungen, im notwendigen Ausmaß protokolliert werden. Außerdem müssen Zugriffsberechtigungen individuell zugewiesen und dokumentiert werden. Auch ist sicherzustellen, dass der Zutritt zu Räumen, in denen sich eine Zugriffsmöglichkeit auf das Register befindet, grundsätzlich nur Bediensteten der Behörde möglich ist. Ist es dennoch erforderlich, dass in Räumen mit einer Zugriffsmöglichkeit auf das Register Parteienverkehr stattfindet, ist sicherzustellen, dass eine Einsichtnahme in die Daten des Registers durch Außenstehende nicht möglich ist.

## IT-Probleme
Im Rahmen der Covid-19-Pandemie sind IT-Probleme mit dem EMS-System ans Tageslicht gekommen. Die technische Infrastruktur ist laut AGES nur für 7.000 Salmonellenfälle im Jahr ausgelegt. Damit kann scheinbar die Datenflut nicht bewältigt werden.